# ポーランドにおける死刑
このポーランドにおける死刑では、ポーランドにおける死刑について解説する。
なお、死刑制度は1998年に廃止された。

## 歴史

### ポーランド王国
1794年にポーランドの第2次分割とタルゴヴィツァ連盟結成を受けコシチューシコの反乱が起きた、しかし反乱は失敗に終わり、多くの人間がステファン・ベームの手によって処刑された。
この事件は死刑を意味する諺となった。
- 「あなたはステファンのところへ夕食を食べに行く」(Pójdziesz ty do Stefanka na śniadanie)。これは処刑されることを意味している。

### 第二次世界大戦中
ナチス占領下では他のオーストリアなどナチス支配下の国と同様に厳しい死刑制度が実施されたが、ポーランドは特に他の占領地よりも苛烈であった。死刑の適用者が犯罪者当人だけでなく、家族から近所の住民まで同じコミュニティに属している全員にまで適用された連座制死刑が実施されたからである。
ユダヤ人を支援した場合、支援を提供した本人だけでなくその一家全員、時には近所の人々も全て死罪とされたのはポーランドだけである。
ソビエト占領下では共産主義への政治敵対者への死刑が適用され、正確な人数は不明であるが多数が処刑されたと言われている（詳細はポーランド人に対するナチスの犯罪と占領者によるポーランド市民の待遇を参照）。

### 第二次世界大戦後

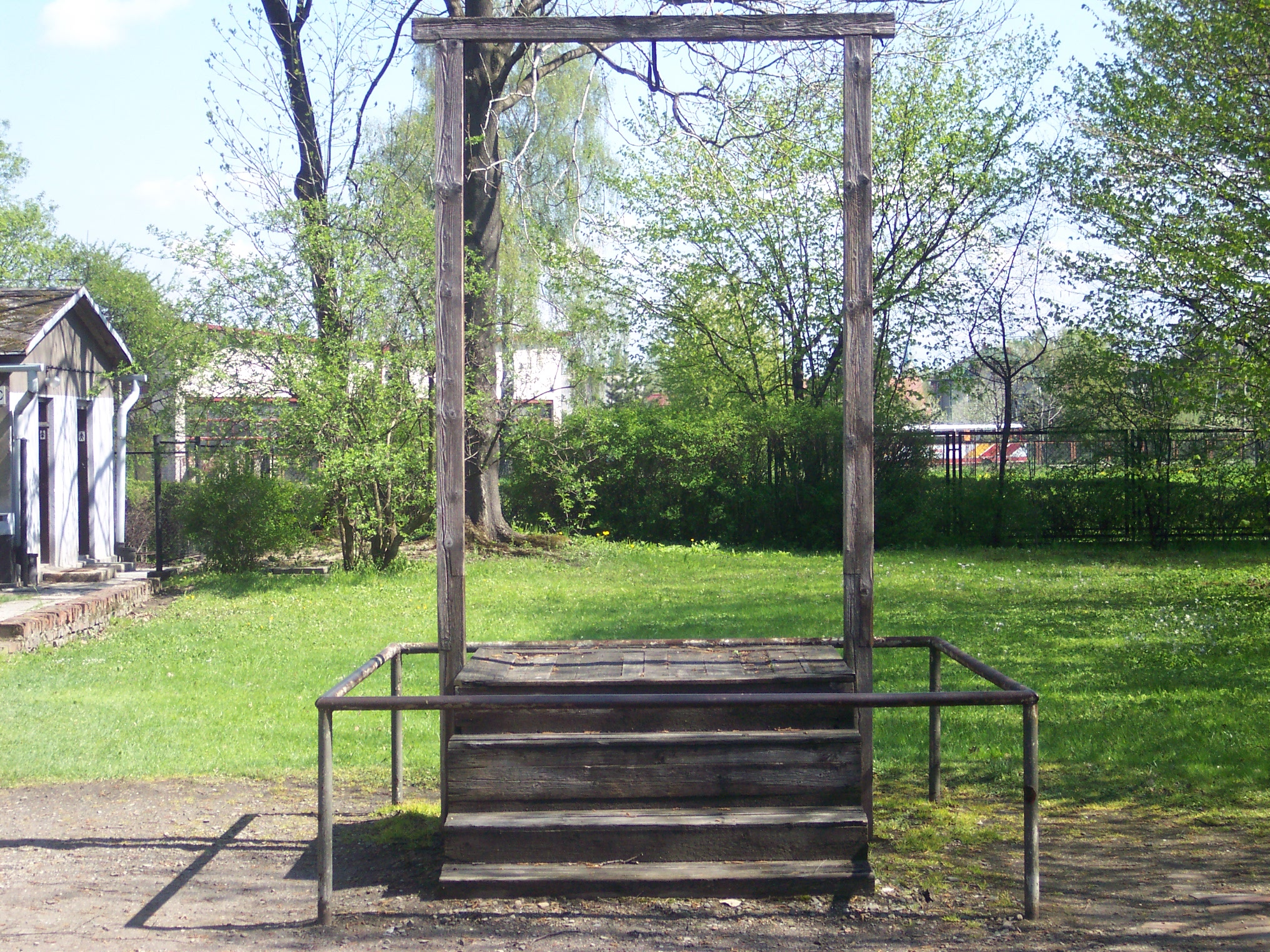
アウシュビッツにあるヘスの絞首台

第二次世界大戦後になるとポーランドはナチス戦犯の死刑を行い、
1946年7月14日には自由都市ダンツィヒの、またヴァルテガウ帝国大管区行政官、アルトゥール・グライザーがポズナンで公開処刑され、1947年4月16日にルドルフ・フェルディナント・ヘスがアウシュヴィッツ＝ビルケナウ強制収容所で絞首刑になった。1950年まで法制度上は公開処刑が残っていた。

### 近代
1969年から1995年まで、344人が死刑判決を受け、183人が執行された。最後の死刑執行はクラクフで1988年4月21日にStanisław Czabańskiに対して強姦殺人の罪で死刑が執行された。
この後にも10人が死刑判決を受けているが執行されることは無かった。最後の死刑判決は1995年にHenryk Moruśに出されたが後に、減刑されている。
人権と基本的自由の保護のための条約を批准すると1998年9月1日に法改正され完全に死刑制度は廃止された。
2007年にレフ・カチンスキ大統領と右派政党は死刑制度の復活を唱え、EUの会議で10月10日を「欧州死刑反対デー」とする議案に拒否権を発動しEU諸国と政治的衝突を起こしている。ポーランドの世論調査は63%が死刑復活を支持した。

## 死刑執行手順
絞首刑は午前6時に8つの刑務所で行われていた。死刑囚には執行の日時は知らされなかった。
死刑執行を行うメンバーは死刑執行人、看守、医師、検察官、死刑囚そして死刑囚が望んだ場合は聖職者が立ち会った。
囚人には、「手紙を書く」「タバコ」「最後の食事」という最後の権利が認められていた。
束縛された死刑囚は処刑室に連れて行かれて執行された。
ワルシャワに2人の専任の死刑執行人が居て各地の刑務所に派遣されたと言われているが、その氏名は非公開だった。
軍人に対する銃殺刑はw:en:Rembertówの軍キャンプで実施されていた。1970年から1988年までに3人の兵士が銃殺された。

## 執行方法
- 絞首刑
- 銃殺刑

## 死刑執行人
詳細は死刑執行人#ポーランドを参照